# جنگنده گونه ۱
کای-۴۳ هایابوسا" (به انگلیسی: Nakajima_Ki-43) یک هواگرد از نوع هواپیمای جنگنده ساخت شرکت هواپیمای ناکاجیما است. هواگرد Ki-43 "Hayabusa" نخستین پروازش را در ۱۹۳۹ میلادی انجام داد. این هواگرد در سال ۱۹۴۱ میلادی رسماً معرفی گردید و در سال‌های ۱۹۳۹–۱۹۴۵ تولید شده‌است. در مجموع، تعداد ۵٬۹۱۹ فروند از این هواگرد ساخته شده‌است.
طراح این هواگرد، Hideo Itokawa بود.